# Cinque Nazioni 1973
Il Cinque Nazioni 1973 (in inglese 1973 Five Nations Championship; in francese Tournoi des Cinq Nations 1973; in gallese Pencampwriaeth y Pum Gwlad 1973) fu la 44ª edizione del torneo annuale di rugby a 15 tra le squadre nazionali di Francia, Galles, Inghilterra, Irlanda e Scozia, nonché la 79ª in assoluto considerando anche le edizioni dell'Home Nations Championship.
Per la sedicesima volta nella storia del torneo la vittoria finale fu condivisa ma, caso unico, spettò ex æquo a tutte e cinque le partecipanti, ciascuna di esse vincitrice dei propri due incontri interni e sconfitta in quelli esterni.
Stante l'introduzione, nel 1994, di una modifica regolamentare che discriminava per differenza punti marcati/subiti le situazioni di parità in classifica escludendo quindi definitivamente vittorie condivise, quella del 1973 è destinata a rimanere un'eccezione irripetibile nella storia ultracentenaria del torneo.
Quell'edizione di torneo rimane memorabile anche per un episodio avvenuto a seguire dell'incontro tra Irlanda e Inghilterra: l'anno precedente, dopo il Bloody Sunday (30 gennaio 1972) e il conseguente attentato incendiario all'ambasciata britannica a Dublino, i giocatori di Galles e Scozia, molti dei quali arruolati nelle forze armate o dell'ordine del Regno Unito, si rifiutarono di disputare le loro gare esterne in Irlanda a seguito delle minacce di morte ricevute.
Nel 1973 toccò all'Inghilterra giocare a Dublino e il capitano John Pullin, anche per via di una promessa fatta al suo omologo irlandese Willie John McBride, guidò la squadra al completo all'incontro rispettando l'impegno (cinque giocatori, tra cui il seconda linea Nigel Horton, agente di polizia, furono dispensati dalla trasferta per motivi di sicurezza).
Quando la squadra inglese fece l'ingresso sul campo di Lansdowne Road fu omaggiata dagli irlandesi di una standing ovation di cinque minuti.
Dal punto di vista sportivo la partita non fu degna di eccessiva nota, una sconfitta inglese per 9-18, ma nel discorso del banchetto post-partita Pullin disse agli astanti poche parole che passarono alla storia: «Non saremo stati un granché, ma almeno a giocare ci siamo venuti», mentre il presidente dell'epoca della RFU Dickie Kingswell commentò con understatement: «Abbiamo solo accettato un cortese invito».
Dal punto di vista statistico, si trattò anche del primo torneo della Francia nel nuovo Parco dei Principi, inaugurato appena sette mesi prima.
Il valore delle marcature, come stabilito dall’IRFB nel 1971, era: 4 punti per ciascuna meta (6 se trasformata), 3 punti per la realizzazione di ciascun calcio piazzato, mark o drop.

## Nazionali partecipanti e sedi
| Squadra     | Città     | Impianto interno   |
| ----------- | --------- | ------------------ |
| Francia     | Parigi    | Parco dei Principi |
| Galles      | Cardiff   | Arms Park          |
| Inghilterra | Londra    | Twickenham         |
| Irlanda     | Dublino   | Lansdowne Road     |
| Scozia      | Edimburgo | Murrayfield        |

## Risultati
| Arbitro: | Ken Pattison |

|            |      |              |
| C. Dourthe | mt   | Lawson       |
| Romeu (3)  | c.p. | P. Brown (2) |
| Romeu      | drop | McGeechan    |

| Arbitro: | Guy Domercq |

|                                         |      |           |
| Bevan (2) G. Davies G. Edwards A. Lewis | mt   |           |
| Bennett                                 | tr   |           |
| J. Taylor                               | c.p. | Doble (2) |
|                                         | drop | Cowman    |

| Arbitro: | Francis Palmade |

|                  |      |                       |
| Steele C. Telfer | mt   |                       |
| D. Morgan        | tr   |                       |
|                  | c.p. | Bennett (2) J. Taylor |

| Arbitro: | Alan Hosie |

|                |      |        |
| Grace Milliken | mt   | Neary  |
| McGann (2)     | tr   | Jorden |
| McGann         | c.p. | Jorden |
| McGann         | drop |        |

| Arbitro: | Ken Clark |

|             |      |           |
| Duckham (2) | mt   | Bertranne |
|             | tr   | Romeu     |
| Jorden (2)  | c.p. |           |

| Arbitro: | Tony Lewis |

|                         |      |                  |
| Forsyth                 | mt   | Kiernan McMaster |
| D. Morgan (2)           | c.p. | McGann (2)       |
| McGeechan D. Morgan (2) | drop |                  |

| Arbitro: | T. Grierson |

|                     |      |            |
| G. Edwards Shanklin | mt   | Gibson     |
| Bennett             | tr   | McGann     |
| Bennett (2)         | c.p. | McGann (2) |

| Arbitro: | Jeff Kelleher |

|                         |      |            |
| Dixon (2) Evans Squires | mt   | Steele (2) |
| Jorden (2)              | tr   | A. Irvine  |
|                         | c.p. | D. Morgan  |

| Arbitro: | Paddy d'Arcy |

|           |      |         |
| Romeu (3) | c.p. |         |
| Romeu     | drop | Bennett |

| Arbitro: | Johnny Johnson |

|              |      |            |
|              | mt   | Phliponeau |
| Ensor Gibson | c.p. |            |

## Classifica
| Pos | Squadra     | G | V | N | P | PF | PS | DP  | Pt |
| --- | ----------- | - | - | - | - | -- | -- | --- | -- |
| 1   | Galles      | 4 | 2 | 0 | 2 | 53 | 43 | +10 | 4  |
| 2   | Irlanda     | 4 | 2 | 0 | 2 | 50 | 48 | +2  | 4  |
| 3   | Francia     | 4 | 2 | 0 | 2 | 38 | 36 | +2  | 4  |
| 4   | Scozia      | 4 | 2 | 0 | 2 | 55 | 59 | −4  | 4  |
| 5   | Inghilterra | 4 | 2 | 0 | 2 | 52 | 62 | −10 | 4  |